# Phan Lương Thì
Phan Lương Thì (giản thể: 潘良时; phồn thể: 潘良時; sinh tháng 10 năm 1956) là Trung tướng Quân Giải phóng Nhân dân Trung Quốc (PLA). Ông hiện là Phó Tư lệnh Lục quân Quân Giải phóng Nhân dân Trung Quốc. Ông từng là Ủy viên dự khuyết Ban Chấp hành Trung ương Đảng Cộng sản Trung Quốc khóa XVIII kiêm Tư lệnh Khu Phòng vệ Bắc Kinh.

## Tiểu sử

### Thân thế
Phan Lương Thì là người Hán sinh tháng 10 năm 1956, người Thanh Hà, tỉnh Hà Bắc.

### Giáo dục
Phan Lương Thì tốt nghiệp cao đẳng chuyên ngành chỉ huy pháo binh Học viện Pháo binh Quân Giải phóng Nhân dân Trung Quốc.
Ông nghiên cứu sinh tại chức chuyên ngành chiến dịch học liên hợp tại Đại học Quốc phòng Trung Quốc và có học vị thạc sĩ chiến dịch học liên hợp.

### Sự nghiệp
Tháng 12 năm 1972, Phan Lương Thì tham gia Quân Giải phóng Nhân dân Trung Quốc. Tháng 12 năm 1974, ông được kết nạp vào Đảng Cộng sản Trung Quốc. Phan Lương Thì từng đảm nhiệm chức Trung đội trưởng, Đại đội trưởng; Tiểu đoàn trưởng; Tham mưu trưởng Trung đoàn, Lữ đoàn trưởng Lữ đoàn Pháo binh, Tập đoàn quân 40 Lục quân; Phó Tham mưu trưởng Tập đoàn quân 40 và Tham mưu trưởng Tập đoàn quân 40 thuộc Quân khu Thẩm Dương.
Tháng 9 năm 2007, ông được bổ nhiệm làm Tham mưu trưởng Tập đoàn quân 39 Lục quân, Quân khu Thẩm Dương. Tháng 1 năm 2008, ông được bổ nhiệm giữ chức Tư lệnh Tập đoàn quân 39 Lục quân.
Ngày 14 tháng 11 năm 2012, tại phiên bế mạc Đại hội Đảng Cộng sản Trung Quốc lần thứ 18, ông được bầu làm Ủy viên dự khuyết Ban Chấp hành Trung ương Đảng Cộng sản Trung Quốc khóa XVIII.
Tháng 12 năm 2013, Phan Lương Thì được bổ nhiệm giữ chức Tư lệnh Khu Phòng vệ Bắc Kinh thay cho Trung tướng Trịnh Truyền Phúc, người chuyển sang làm Phó Tư lệnh Quân khu Bắc Kinh. Tháng 2 năm 2015, Phan Lương Thì được bầu kiêm nhiệm chức vụ Ủy viên Ban Thường vụ Thành ủy Bắc Kinh. Tháng 7 năm 2015, ông được thăng quân hàm Trung tướng.
Tháng 8 năm 2016, Phan Lương Thì được bổ nhiệm làm Phó Tư lệnh Lục quân Quân Giải phóng Nhân dân Trung Quốc. Quân chủng Lục quân được thành lập vào tháng 12 năm 2015, theo kế hoạch cải tổ toàn diện Quân đội Trung Quốc.
Tháng 3 năm 2017, Ủy ban Trung ương Đảng Cộng sản Trung Quốc phê chuẩn miễn nhiệm chức vụ Ủy viên Ban Thường vụ Thành ủy Bắc Kinh, Ủy viên Thành ủy Bắc Kinh đối với Phan Lương Thì.